# Île Cornwall (Nunavut)
Pour les articles homonymes, voir Cornwall.
L'île Cornwall est une île de l'archipel arctique canadien faisant partie des îles de la Reine-Élisabeth située dans le Nord canadien au Nunavut. Elle est séparée de l'île Amund Ringnes au nord par le détroit de Hendriksen et de l'île Devon au sud par le détroit de Belcher. Il s'agit de la plus grande île de la baie Norwegian (les autres étant l'Île Buckingham, l'Île Ekins, Exmouth, l'île Graham et l'Île Table). Elle mesure 90 km de long et 30 km de large pour une superficie de 2 358 km2. La première observation connue de l'île a été effectuée par sir Edward Belcher le 30 août 1852. L'île est nommée en l'honneur du prince Edward, prince de Galles et duc de Cornwall.

## Annexe